# Конрад I (Вормс)
Конрад I фон Щайнах (на немски: Konrad I von Steinbach, Bischof von Worms; † 13 април 1171) от фамилията на господарите на Щайнах от Оденвалд, е епископ на Вормс (1150 – 1171). Той продължава строежа на днешната катедрала на Вормс.

## Живот
Брат е на Блигер I фон Щайнах († сл. 1165) и чичо на минезингер Блигер фон Щайнах († сл. 1209).
Конрад I фон Щайнах от рано е в близки отношения с пфалцграф Готфрид фон Калв и чрез него отива в двора на император Хайнрих V. Той също е свързан с дворцовата и имперската политика на крал Конрад III и император Фридрих Барбароса.
Конрад III го назначава на 13 февруари 1150 г. за епископ на Вормс. Той участва в дворцовите събрания на двамата владетели и служи във войската на Барбароса през първия и втория поход в Италия. Императорът ходи често при него във Вормс.
Епископ Конрад I фон Щайнах продължава строежа на новата катедрала на Вормс. Той помага на „манастир Шьонау“ и му подарява собствености.
Конрад I фон Щайнах умира през 1171 г. и е погребан в катедралата на Вормс.